# Mosquiter d'ulleres de Burke
El mosquiter d'ulleres de Burke (Phylloscopus burkii) és una espècie d'ocell de la família dels fil·loscòpids (Phylloscopidae). Es troba a Bangadesh, Bhutan, Xina, Índia i Nepal. Els seus hàbitats principals són els boscos tropicals i subtropicals de frondoses humits de les terres baixes i de l'estatge montà. El seu estat de conservació es considera de risc mínim.
L'epítet específic burkii fa referència al naturalista i doctor William Augustus Burke (1769-1837).